# Szkoci
Szkoci (ang. i scots Scots, gael. Albannaich) – naród celtycki zamieszkujący Szkocję i Irlandię Północną. Mówią językami: angielskim (70% ludności), szkockim lallans (30% ludności) i celtyckim językiem gaelickim (1% ludności, głównie wyspy Hebrydy); te dwa ostatnie języki są stopniowo wypierane przez język angielski.

## Historia

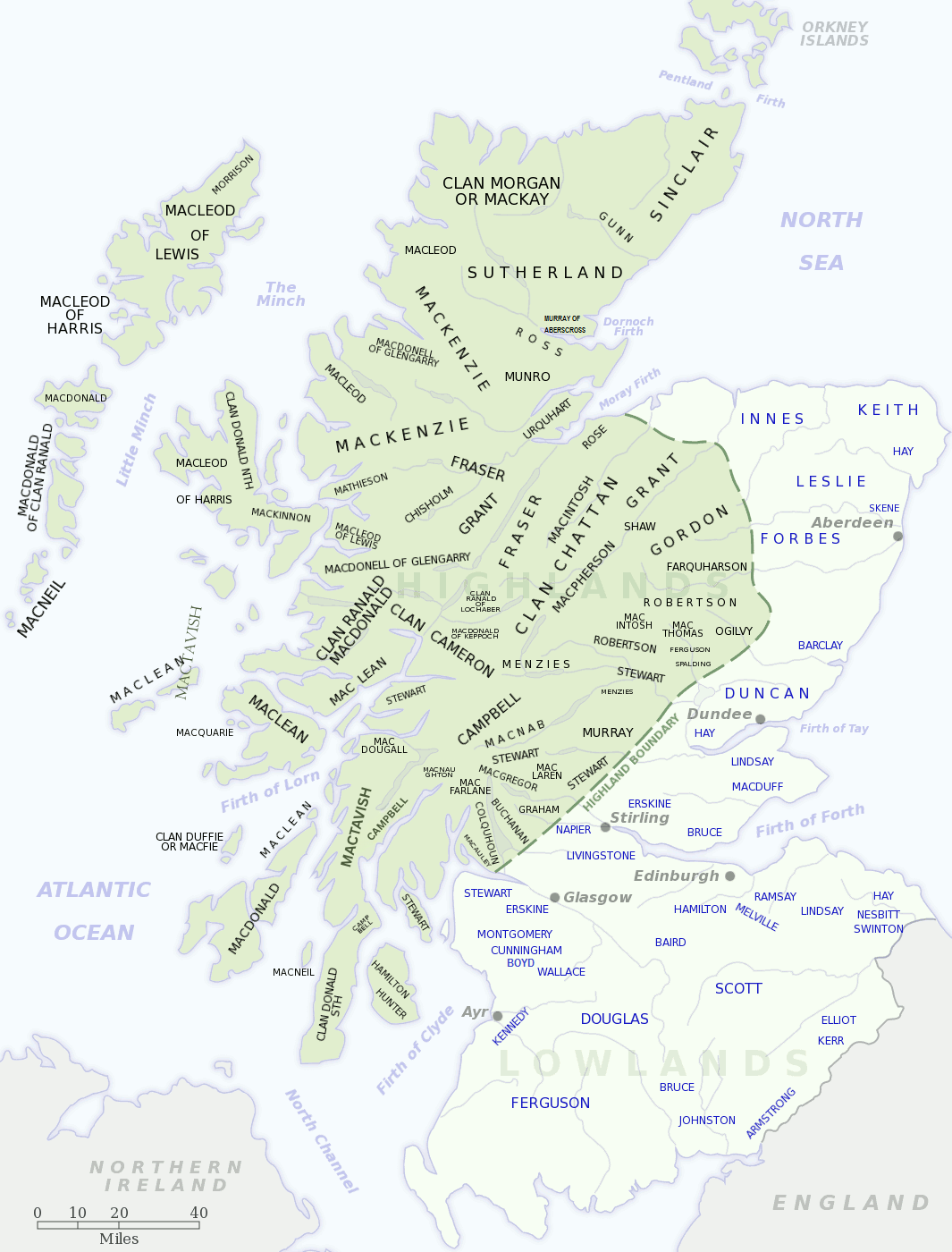
Rozmieszczenie klanów szkockich

42% Szkotów wyznaje prezbiterianizm (Kościół Szkocji), duża grupa ludności to ateiści (28%), jedynie mieszkańcy południowo-zachodniej Szkocji (głównie potomkowie imigrantów z Irlandii) oraz ludność 2 niewielkich wysp (South Uist i Barra) to w większości katolicy (16%).
W etnogenezie Szkotów uczestniczyło wiele grup: Piktowie, Gaelowie, Brytowie, Anglowie oraz wikingowie. W wyniku wielowiekowych procesów ukształtowały się trzy grupy społeczeństwa szkockiego: zanglizowani mieszkańcy nizin (Lowlanderzy) mówiący językiem scots i górale podtrzymujący celtyckie tradycje (Highlanderzy) posługujący się językiem gaelic oraz niedawno wyodrębniona grupa Borderów z pogranicza pochodzących z małżeństw mieszanych z Anglikami, którzy władają wyłącznie językiem angielskim, jedynie zachowując szkocki akcent na skutek asymilacji językowej.
Podstawą organizacji społecznej Szkotów były klany. Po unii z Anglią (1707 r.) klany przestawały istnieć, pozbawione odwiecznych terytoriów, kolonizowanych przez Anglików. Ślady dawnych tradycji zachowały się w zwyczajach, muzyce, poezji, w ubiorze – męski strój klanowy, czyli kilt z kraciastego tartanu został uznany za narodowy strój szkocki.
W pierwszych wiekach naszej ery mianem Szkotów nazywano heterogeniczną ludność Irlandii, powstałą z przemieszania Celtów z pierwotnymi mieszkańcami Irlandii o pochodzeniu azjanickim.
W VI wieku zostali schrystianizowani przez św. Kolumbę. Choć ich mieszanie się z Piktami z Wysp Brytyjskich rozpoczęło się już wcześniej, masowa inwazja Szkotów na Brytanię zaczęła się w VIII wieku, pod wpływem wikingów, którzy zaczęli pustoszyć Irlandię. Gdy irlandzcy osadnicy zasymilowali się z ludnością Wysp Brytyjskich, Szkotami nazywano już tylko mieszkańców północnej części Wielkiej Brytanii.

## Szkoci w Polsce

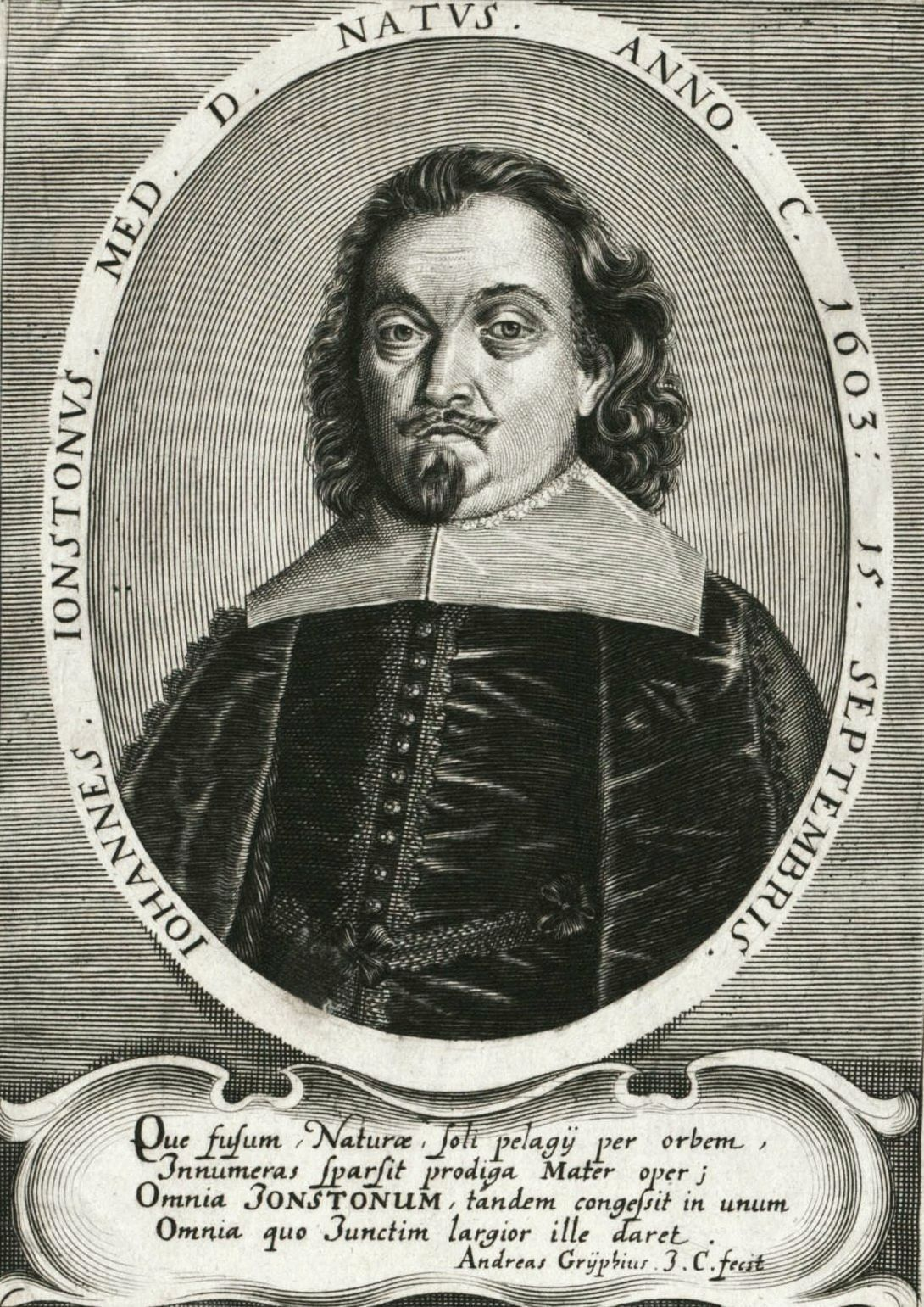
Portret Jana Jonstona, 1650

Pierwsze kontakty Szkotów z Polską sięgają XIV wieku, a w XV wieku m.in. dwóch szkockich studentów zapisało się (w 1438 r. i 1453 r.) na Akademię Krakowską, a kupcy szkoccy prowadzili ożywiony handel z Gdańskiem, np.: James Kabrun (Cockburn), sfinansował budowę opery w tym mieście. Inny znany Szkot William Bruce był wykładowcą Akademii Zamoyskiej.
Nie jest znana dokładna liczba Szkotów, którzy przybyli do Rzeczypospolitej Obojga Narodów w okresie zbożowej prosperity. Według polskiej prasy: w końcu XVI w. żyło na naszych ziemiach aż 100 tys. Szkotów. Zdaniem brytyjskiego historyka Neala Aschersona musiały być ich dziesiątki tysięcy. Szkocki podróżnik z epoki nowożytnej, William Lithgow pisał wręcz o Polsce jako Matce lub Mamce młodych ludzi i młodzieniaszków ze Szkocji. Bardziej realne dane szacunkowe (odnoszące się też do niewielkiego zaludnienia ówczesnej Szkocji) podają liczbę 7400 rodzin szkockich w I Rzeczypospolitej, czyli ok. 37 tysięcy osób.
Podczas wojny inflanckiej w 1577 r. Stefan Batory nadał Szkotom przywileje dworzan królewskich. Mieli oni prawo zaopatrywania dworu w towary i jeżdżenia z nim po całym kraju.
W ramach asymilacji do warunków polskich nazwiska niektórych Szkotów ulegały spolszczeniu, np. Czamer (Chalmers), Czochran (Cochrane), Dziaksen (Jackson), Kabron (Cockburn), Machlejd (Macleod), Szynkler (Sinclair). Spolonizowanym Szkotem jest Ketling (Hassling-Ketling of Elgin), jeden z bohaterów powieści Henryka Sienkiewicza Pan Wołodyjowski. Szkotów w Polsce popularnie nazywano Szotami. Nazywano tak również ludowy taniec polski z regionu Warmii i Mazur wywodzący się od walca szkockiego.
Po wojnach napoleońskich, gdy gospodarka szkocka przeżywała kryzys, Szkoci znów zaczęli przybywać do Polski, tym razem jako specjaliści od nowoczesnych technologii (inżynierowie, farmerzy, producenci tekstyliów, młynarze, metalurdzy) werbowani przez polskich ziemian.